# Marla Landi
Marla Landi, pseudonimo di Marcella Teresa Scarafina (Torino, 16 aprile 1933), è un'attrice ed ex modella britannica di origine italiana, attiva in cinema e in televisione dal 1954 al 1969.

## Biografia

### Carriera
Interprete, nel ruolo di Cecile, del film poliziesco La furia dei Baskerville (1959) di Terence Fisher, ha avuto fra gli altri suoi maggiori ruoli quello di Mary in Al di là del ponte (1957). Presentatrice del programma televisivo per ragazzi alla televisione inglese Play School, ha curato la rubrica Parliamo Italiano.
Come modella fotografica ha posato per le copertine di numerose riviste di moda, fra cui  Vogue, Harper's Bazaar e Tatler. È poi stata essa stessa collaboratrice per il settore moda di Harper's Bazaar. Ritiratasi dalle scene, ha poi intrapreso una propria attività imprenditoriale nel campo della creazione di modelli di parrucche.

### Vita privata
Landi è stata insignita dell'Ordine al merito della Repubblica Italiana per aver promosso nel Regno Unito la lingua italiana e, più in generale, la cultura italiana.
Nel 1977 sposò il baronetto Sir Francis Dashwood (1925-2000), vivevano a West Wycombe House, nel Buckinghamshire.

## Filmografia parziale

### Cinema
- Al di là del ponte (Across the Bridge), regia di Ken Annakin (1957)
- La furia dei Baskerville (The Hound of the Baskervilles), regia di Terence Fisher (1959)
- Il primo uomo nello spazio (First Man Into Space), regia di Robert Day (1959)
- I pirati del fiume rosso (The Pirates of Blood River), regia di John Gilling (1962)

### Televisione
- The Protectors – serie TV, episodio 1x13 (1964)